# Бајденфлет
Бајденфлет (њем. Beidenfleth) општина је у њемачкој савезној држави Шлезвиг-Холштајн. Једно је од 112 општинских средишта округа Штајнбург. Према процјени из 2010. у општини је живјело 862 становника. Посједује регионалну шифру (AGS) 1061007, NUTS (DEF0E) и LOCODE (DE BEI) код.

## Географски и демографски подаци
Бајденфлет се налази у савезној држави Шлезвиг-Холштајн у округу Штајнбург. Општина се налази на надморској висини од 5 метара. Површина општине износи 13,6 km². У самом мјесту је, према процјени из 2010. године, живјело 862 становника. Просјечна густина становништва износи 64 становника/km².